# XXe dynastie égyptienne
1188 AEC – 1069 AEC
Entités précédentes :
- XIXe dynastie

Entités suivantes :
- XXIe dynastie

La XXe dynastie pharaonique, aux XIIe et XIe siècles avant notre ère, à la fin du Nouvel Empire, est une dynastie « thébaine » dans le sens où la transition avec la XIXe dynastie s'est jouée au cœur de la cité du dieu Amon, à Thèbes (Égypte).

## Histoire

### L'avènement de la dynastie
La période qui suit le règne de Mérenptah, de la XIXe dynastie est assez troublée. En effet, son successeur Séthi II est contesté par un concurrent, membre également de la famille royale mais dont la place généalogique exacte n'est pas encore clarifiée : Amenmes. Après avoir surmonté la crise qui dura environ trois ans, Séthi II redevient le seul roi mais meurt peu après. C'est alors Siptah, autre membre de la famille royale mais dont l'origine exacte est aussi confuse, qui monte sur le trône. C'est un enfant et il est aidé par un syrien, le chancelier Bay, qui acquiert alors des privilèges exorbitants. Mais Bay est mis à mort en l'an 4 du règne de Siptah, probablement parce que trop encombrant, pour Siptah, mais aussi probablement pour Taousert, grande épouse royale du défunt Séthi II. Siptah meurt aussi peu après, et c'est la reine-mère Taousert qui lui succède. Elle compte les années de son règne à partir de la mort de Séthi II, ignorant le règne de Siptah. Cette pharaonne est toutefois fortement contestée et Sethnakht, issu d'une famille de militaires du Delta, s'empare alors du pouvoir après quelque temps de guerre civile. Il considère en effet avoir pacifié le pays en l'an 2 de son règne, et justifie sa prise de pouvoir par un oracle de Seth.
Sethnakht rétablit l'autorité royale sur l'ensemble du pays, en s'appuyant à la fois sur des hauts dignitaires de la dynastie précédente, comme le vizir de Basse-Égypte Hori et le vice-roi de Koush, lui aussi nommé Hori, mais aussi sur des nouveaux venus comme le nouveau grand prêtre d'Amon Bakenkhonsou II. Déjà âgé lors de son accession au trône, il laisse la place à son fils Ramsès III après trois ou quatre ans de règne.

### Le règne de RamsèsIII
Ramsès III est considéré comme le dernier grand roi du Nouvel Empire. Pendant un peu plus de trente ans, il tente de réorganiser le pays, il construit quelques imposants monuments (temple-reposoir dans le temple d'Amon à Karnak, début du temple de Khonsou, temple des millions d'années à Médinet Habou et sa tombe KV11 dans la Vallée des Rois). Il protège surtout victorieusement son pays contre plusieurs ennemis, les Libyens mais aussi les fameux « Peuples de la mer ». Cette coalition de peuples a déjà fait parler d'elle quelques décennies auparavant sous le règne de Mérenptah. Néanmoins, du fait des menaces extérieures, l'Égypte ne dispose plus des ressources des périodes précédentes, réduisant d'autant sa puissance.
La politique administrative et économique du pays s'appuie largement sur les temples, auxquels Ramsès III accorde de nombreuses dotations. Il s'appuie particulièrement sur son temple des millions d'années à Médinet Habou, ouvrage grandiose mais surtout doté de sa propre institution aux vastes pouvoirs. Sur le plan militaire, ses ambitions sont limitées par la menace directe des Libyens sur la frontière occidentale, qu'il affronte par deux fois en l'an 5 et en l'an 11, et par les « Peuples de la mer », qu'il affronte en l'an 8 à la fois sur terre, au sud du Liban actuel (voir la bataille de Djahy), et sur l'eau, quelque part sur la branche pélusiaque du Delta, au nord de Pi-Ramsès (voir la bataille du delta du Nil). Ramsès III en sort victorieux, mais le bouleversement géopolitique de la région est tellement profond que l'Égypte est fortement affaiblie, privée d'importants revenus.
Ces difficultés apparaissent à l'occasion de la fête-Sed, dont les préparatifs confiés au vizir Ta commencent dès l'an 29 du règne. La réorientation d'une part importante des ressources royales vers ces préparatifs mettent à mal l'ensemble de l'économie du pays. Elle conduit à des grèves des artisans de Deir el-Médineh, constructeurs des tombes royales et princières et qui devaient avoir une certaine attention de la part des rois. Le vizir Ta sera par ailleurs accusé de corruption par les artisans, ce qui n'est pas prouvé mais qui signe un climat de méfiance des artisans, et probablement d'autres personnes en Égypte, vis-à-vis de l'administration et du pouvoir. Le règne de Ramsès III s'achève en tout cas par une conspiration, menée par la reine secondaire Tiyi et visant directement le roi pour installer sur le trône son fils Pentaour au lieu de l'héritier désigné, le futur Ramsès IV. Il semble que cette conspiration ait partiellement réussi, car la momie du roi présente une profonde plaie ouverte à la gorge. Toutefois le successeur de Ramsès III n'est pas Pentaour, mais bien Ramsès IV, l'héritier désigné. Il engage d'ailleurs le procès des membres de la conspiration, responsables de l'un des plus grands sacrilèges intentés contre la personne du roi.

### Le temps des difficultés
Ramsès IV semble avoir une grande ambition constructrice au début de son règne, mais il ne la mène que très partiellement à bien, à cause l'état du pays mais aussi de son court règne. Il est toutefois responsable d'une grande partie des décors de la grande salle hypostyle du temple d'Amon à Karnak et d'une grande partie de la construction du temple de Khonsou à Karnak. L'autre monument du règne est sa tombe dans la Vallée des Rois. Les rois suivants, aux règnes également courts, n'ont également plus les moyens de construire autre chose que leur propre tombe dans la Vallée des Rois. Les rois montrent une certaine volonté à contrôler efficacement le territoire, comme le montre entre autres le papyrus fiscal Wilbour, ce dernier, écrit par le personnel du fisc royal sous Ramsès V, décrivant la planification des revenus agricoles des terres appartenant à l'État et aux différents temples d'une région située entre l'actuelle ville d'Al-Minya côté sud et le Fayoum côté nord.
Toutefois, les difficultés sont de plus en plus nombreuses. En effet, l'insécurité est endémique : la population est en proie aux raids perpétuels des Libyens sur la vallée du Nil, ce qui par ailleurs empêche régulièrement les artisans de Deir el-Médineh de mener à bien leur travail dans la Vallée des Rois. En parallèle, et pour ne rien arranger, les institutions sont défaillantes et la corruption a minima courante. Un cas éclatant est celui d'un prêtre de Khnoum à Éléphantine, dont les méfaits (viols, relations adultérines, avortements forcés, détournements de biens du temple et manipulations de l'oracle) ont duré au moins une dizaine d'années avant qu'il ne soit inquiété par la Justice. Les pillages de tombes royales thébaines évoque la même perte d'autorité de l'institution royale : ces pillages impliquent en effet des artisans et ouvriers thébains ainsi que la complicité des dignitaires locaux. La durée, le nombre de personnes impliquées et la relative impunité de ces pillages montrent une image d'un système fortement corrompu, et ce, même si deux séries de procès ont lieu d'abord sous le règne de Ramsès IX, puis sous celui de Ramsès XI. Les derniers vols documentés de la période, sous Ramsès XI, impliquent même des responsables de Haute-Égypte en vue de financer leurs troupes.

### La chute de la dynastie
Au cours du long règne de Ramsès XI, le pouvoir de ce dernier, basé à Pi-Ramsès, va gravement se déliter en Haute-Égypte. Là, le vice-roi de Koush Panéhésy et le grand prêtre d'Amon Amenhotep s'affrontent pour le contrôle de la région thébaine. Désavoué par le roi, Panéhésy se révolte et, non seulement démet de ses fonctions Amenhotep, mais aussi mène une armée vers le nord. Il est arrêté par le général Piânkh, envoyé par le roi, qui reconquiert la Haute-Égypte et repousse Panéhésy en Nubie, où il restera jusqu'à la fin de sa vie sans être inquiété par le pouvoir royal égyptien. Au début de cette nouvelle ère du « renouvellement des naissances » (ou Ouhem-mésout), Piânkh prend alors le contrôle de la Haute-Égypte au nom du roi, acquérant petit à petit les titres les uns après les autres, dont celui de grand prêtre d'Amon après la mort d'Amenhotep. De par ses nouveaux pouvoirs, il devient dans les faits de plus en plus autonome, et le pouvoir royal dans cette région devient donc plus nominatif qu'autre chose. Ramsès XI meurt dans la discrétion à Pi-Ramsès. Il est remplacé sur le trône par Smendès, qui inaugure la XXIe dynastie, tandis que la Haute-Égypte prend la forme d'une théocratie où le roi est le dieu Amon et son représentant est le grand prêtre d'Amon Hérihor, successeur de Piânkh. Hérihor se proclamera peu après roi, et laissera la charge de grand prêtre d'Amon à un fils de Piânkh, Pinedjem Ier. Ainsi prend fin la XXe dynastie, et débute la XXIe, dans une Égypte divisée et en proie à de nombreux problèmes d'ordre sécuritaires, économiques et de corruption.

## État, société, culture
Les problèmes dynastiques de la fin de la XIXe dynastie et les bouleversements géopolitiques (Libyens et « Peuples de la mer ») de la fin de cette dynastie et du début de la XXe entraînent un essoufflement du système économique égyptien, dépendant de l'apport des ressources étrangères. Or la légitimité du roi passe entre autres par sa capacité à garantir ce système économique redistributif. Ces changements semblent avoir un effet sur la vision des Égyptiens qu'ils ont de l'autorité royale et du monde. Traditionnellement, le roi est le garant de l'ordre social et cosmique et relaie la volonté des dieux et des hommes auprès des hommes ; ainsi, l'influence des divinités est indirecte et passe par le roi, tandis que l'immortalité dans l'Au-delà passe d'abord par l'obéissance à l'ordre social. Toutefois, une nouvelle conception naît à cette période, dans laquelle tout passe par le dieu et aucune rétribution individuelle n'est envisageable. Une telle recherche de l'ordre divin contient une critique de l'ordre social et trahit une défiance envers les autorités, qu'il s'agisse du roi ou des institutions intermédiaires. Le manque de respect se perçoit également par les grèves à partir de la fin du règne de Ramsès III, la conspiration contre ce dernier par des membres de la famille royale elle-même, ainsi que le pillage des tombes royales, activité devenue régulière à partir du règne de Ramsès IX. Est également à noter la moquerie à peine voilée de Piânkh envers Ramsès XI dans l'une de ses lettres.

## Pharaons de la dynastie
|             |                 |                   |                                                                     |                                       |  |  |  |  |  |  |  |  |  |  |  |  |  |  |  |
| Sethnakht   | 1188 à 1184 AEC | Pi-Ramsès         | Vallée des Rois, pillée : tombeau KV 14                             | ?                                     |  |  |  |  |  |  |  |  |  |  |  |  |  |  |  |
| Ramsès III  | 1188 à 1153 AEC | Pi-Ramsès         | Vallée des Rois, pillée : tombeau KV11 puis Deir el-Bahari, DB320   | Intacte aujourd'hui au Musée du Caire |  |  |  |  |  |  |  |  |  |  |  |  |  |  |  |
| Ramsès IV   | 1153 à 1148 AEC | Pi-Ramsès         | Vallée des Rois, pillée : tombeau KV2 puis KV35                     | Intacte aujourd'hui au Musée du Caire |  |  |  |  |  |  |  |  |  |  |  |  |  |  |  |
| Ramsès V    | 1148 à 1144 AEC | Pi-Ramsès         | Vallée des Rois, usurpée par son successeur : tombeau KV9 puis KV35 | Intacte aujourd'hui au Musée du Caire |  |  |  |  |  |  |  |  |  |  |  |  |  |  |  |
| Ramsès VI   | 1144 à 1136 AEC | Pi-Ramsès         | Vallée des Rois, pillée : tombeau KV9 puis KV35                     | Intacte aujourd'hui au Musée du Caire |  |  |  |  |  |  |  |  |  |  |  |  |  |  |  |
| Ramsès VII  | 1136 à 1128 AEC | Pi-Ramsès         | Vallée des Rois, pillée : tombeau KV1                               | ?                                     |  |  |  |  |  |  |  |  |  |  |  |  |  |  |  |
| Ramsès VIII | 1128 à 1125 AEC | Pi-Ramsès         | Vallée des Rois                                                     | ?                                     |  |  |  |  |  |  |  |  |  |  |  |  |  |  |  |
| Ramsès IX   | 1125 à 1106 AEC | Pi-Ramsès         | Vallée des Rois, pillée : tombeau KV6 puis Deir el-Bahari, DB320    | Intacte aujourd'hui au Musée du Caire |  |  |  |  |  |  |  |  |  |  |  |  |  |  |  |
| Ramsès X    | 1106 à 1103 AEC | Pi-Ramsès         | Vallée des Rois, pillée : tombeau KV18                              | ?                                     |  |  |  |  |  |  |  |  |  |  |  |  |  |  |  |
| Ramsès XI   | 1103 à 1069 AEC | Pi-Ramsès / Tanis | Vallée des Rois, pillée : tombeau KV4                               | ?                                     |  |  |  |  |  |  |  |  |  |  |  |  |  |  |  |

### Études génétiques
Selon une étude scientifique menée par Zahi Hawass et ses collègues et publiée en décembre 2012, Ramsès III et sa lignée patrilinéaire appartenaient à l'haplogroupe du chromosome Y E1b1a, que l'on trouve principalement en Afrique subsaharienne.